# Denney
Denney és un municipi francès, es troba al departament del Territori de Belfort i a la regió de Borgonya - Franc Comtat. L'any 1999 tenia 637 habitants.

## Geografia
Se situa a 5 km del centre de Belfort, capital del departament.

## Demografia
| 1962 | 1968 | 1975 | 1982 | 1990 | 1999 |
| ---- | ---- | ---- | ---- | ---- | ---- |
| 249  | 314  | 415  | 491  | 531  | 637  |